# فیزیک کلاسیک
فیزیک کلاسیک به کلیۀ اصول و نظریه‌های فیزیکی تا قبل از پیدایش نظریۀ کوانتومی گفته می‌شود. بخش‌های اصلی در این مبحث از فیزیک، عبارت‌اند از:
- مکانیک کلاسیک
  - قوانین حرکت نیوتن
- الکترومغناطیس کلاسیک
  - معادله‌های ماکسول
- ترمودینامیک کلاسیک
  - قوانین ترمودینامیک

اصولاً برای هر نظریۀ کلاسیک، یک نظریه، یا به عبارتی، یک مفهوم معادل کوانتومی نیز وجود دارد.
مبحث مکانیک آماری، در فیزیک کلاسیک و کوانتومی با یک اسم خوانده می‌شود. ازاین‌رو برای تفاوت‌گذاری در هر دو نظریۀ فیزیکی در این مبحث، از نام‌های آمار کلاسیک و آمار کوانتومی استفاده می‌شود.